# Helvibis monticola
Helvibis monticola är en spindelart som beskrevs av Eugen von Keyserling 1891. Helvibis monticola ingår i släktet Helvibis och familjen klotspindlar. Inga underarter finns listade i Catalogue of Life.